# 牧之島城
牧之島城（まきのしまじょう）は、長野県長野市信州新町牧野島にあった日本の城。以前は牧城（まきじょう）という城であった。長野県指定史跡。

## 牧城概要
築城年は不明で、鎌倉時代にこの地を領した香坂氏により築城された。香坂氏六代目の香坂心覚や越後の上杉兵庫助（上杉氏）が建武3年（1336年）に南朝（北条残党）方として挙兵し、村上氏や高梨氏など北信濃の北朝方と1月と6月に激しく争った。
戦国時代の当主香坂宗重は武田信玄に臣従（無血開城）し、弘治2年（1556年）に信玄の命により埴科郡に移り、代わって馬場信春が牧城に入城した。

## 牧之島城概要
牧之島城は、永禄9年（1566年）もしくは永禄4年（1561年）武田信玄が牧城の一部に、牧之島城を馬場信春に築かせ城代とした。天正3年（1575年）5月21日に信春が長篠の戦いで戦死した後は、信春の子の馬場昌房（民部少輔）が城代を引き継ぎ、上尾城主平林正恒も武田勝頼の命で在城した。
天正10年（1582年）2月の織田氏の信濃侵攻では昌房は深志城（長野県松本市）において織田長益に城を明け渡しており、後に織田氏により処刑されたとも、戦死したとも伝えられる。武田氏が滅亡し同年6月の本能寺の変後に発生した天正壬午の乱では越後国の上杉景勝支配下の属城になり、深志城の小笠原貞慶に対抗するため7月26日に芋川親正が城主となった。そして、慶長3年（1598年）景勝の会津移封後は、海津城主田丸直昌・森忠政、松平忠輝らの属城となった。
元和2年（1616年）、忠輝が改易されると共に牧之島城も廃城になった。

## 現在の牧之島城
堀跡、土塁跡とともに残された千人枡形（隠れ枡形）や三日月堀、丸馬出しなど甲州流築城術の特徴を現在に伝えている。付近には小規模ながら町並みがあり近世大名の城下町の原初の姿が示されているとされる。
1966年（昭和41年）県史跡の指定を受け、その10年後に公園として大規模に整備された。
また、普光寺の前には牧城跡の石碑が残り、香坂氏の居館跡であったことを伝えている。